# Ripcord (album)
Ripcord è il nono album in studio del cantante australiano Keith Urban, pubblicato nel 2016.

## Tracce
1. Gone Tomorrow (Here Today) – 2:48
2. John Cougar, John Deere, John 3:16 – 3:42
3. Wasted Time – 3:53
4. Habit of You – 3:44
5. Sun Don't Let Me Down (feat. Nile Rodgers & Pitbull) – 3:23
6. Gettin' in the Way – 3:48
7. Blue Ain't You Color – 3:50
8. The Fighter (feat. Carrie Underwood) – 3:04
9. Break on Me – 3:29
10. Boy Gets a Truck – 3:29
11. Your Body – 2:45
12. That Could Still Be Us – 3:57
13. Worry 'Bout Nothin' – 3:50